# Barbara Darrow
Barbara Darrow (Hollywood, 18 novembre 1931 – Los Angeles, 26 agosto 2018) è stata un'attrice statunitense.

## Filmografia parziale

### Cinema
- La linea francese (The French Line), regia di Lloyd Bacon (1953)
- Susanna ha dormito qui (Susan Slept Here), regia di Frank Tashlin (1954)
- La montagna (The Mountain), regia di Edward Dmytryk (1956)
- Il mostro che sfidò il mondo (The Monster That Challenged the World), regia di Arnold Laven (1957)
- La regina di Venere (Queen of Outer Space), regia di Edward Bernds (1958)
- In punta di piedi (Tall Story), regia di Joshua Logan (1960)

### Televisione
- The George Burns and Gracie Allen Show – serie TV, 3 episodi (1957-1958)
- The Bob Cummings Show – serie TV, 3 episodi (1957-1959)
- Goodyear Theatre – serie TV, episodio 2x02 (1958)
- Peter Gunn – serie TV, episodio 1x22 (1959)
- Tightrope – serie TV, episodio 1x02 (1959)
- Love, American Style – serie TV, 2 episodi (1970-1971)
- Doctors' Hospital – serie TV, 5 episodi (1975-1976)